# 老街镇区
老街镇区是缅甸掸邦果敢自治区下辖的一个镇区。它的治所位于老街。
老街镇区現為緬甸民族民主同盟軍治下的缅甸联邦第一特区實際統治，现分属老街市、清水河區、東山區及西山區大部分地区。